# Delle Rocche
Delle Rocche (voluit Isola delle Rocche) is een klein rotseilandje in de La Maddalena-archipel voor de noordoostkust van het Italiaanse eiland Sardinië.
Het granieten eiland, dat bij hoog water uit twee delen bestaat, ligt ongeveer een kilometer ten zuiden van Di Li Nibani en meet driehonderd meter in lengte en is op zijn breedst honderd meter breed.
De IOTA-aanduiding van Delle Rocche is, in tegenstelling tot de meeste andere eilanden in de La Maddalena-archipel, EU-024. De Italian Islands Award-referentie (I.I.A., gegeven aan natuurlijke eilanden) was SS-059. Inmiddels heeft Delle Rocche in de Mediterranean Islands Award de code MIS-142.